# Franciszek Gąsienica Groń
Franciszek Gąsienica Groń (n. 30 septembrie 1931, Zakopane, voievodatul Polonia Mică, Polonia – d. 31 iulie 2014, Zakopane, voievodatul Polonia Mică, Polonia) a fost un săritor cu schiurile ce a reprezentat Polonia, medaliat olimpic. A participat la o ediție a Jocurilor Olimpice (1956) în care a câștigat o medalie de bronz.

## Participări
Lista de mai jos prezintă principalele competiții la care a participat Franciszek Gąsienica Groń de-a lungul carierei.
- Combinata nordica ai VII Giochi olimpici invernali[*]